# 이화장

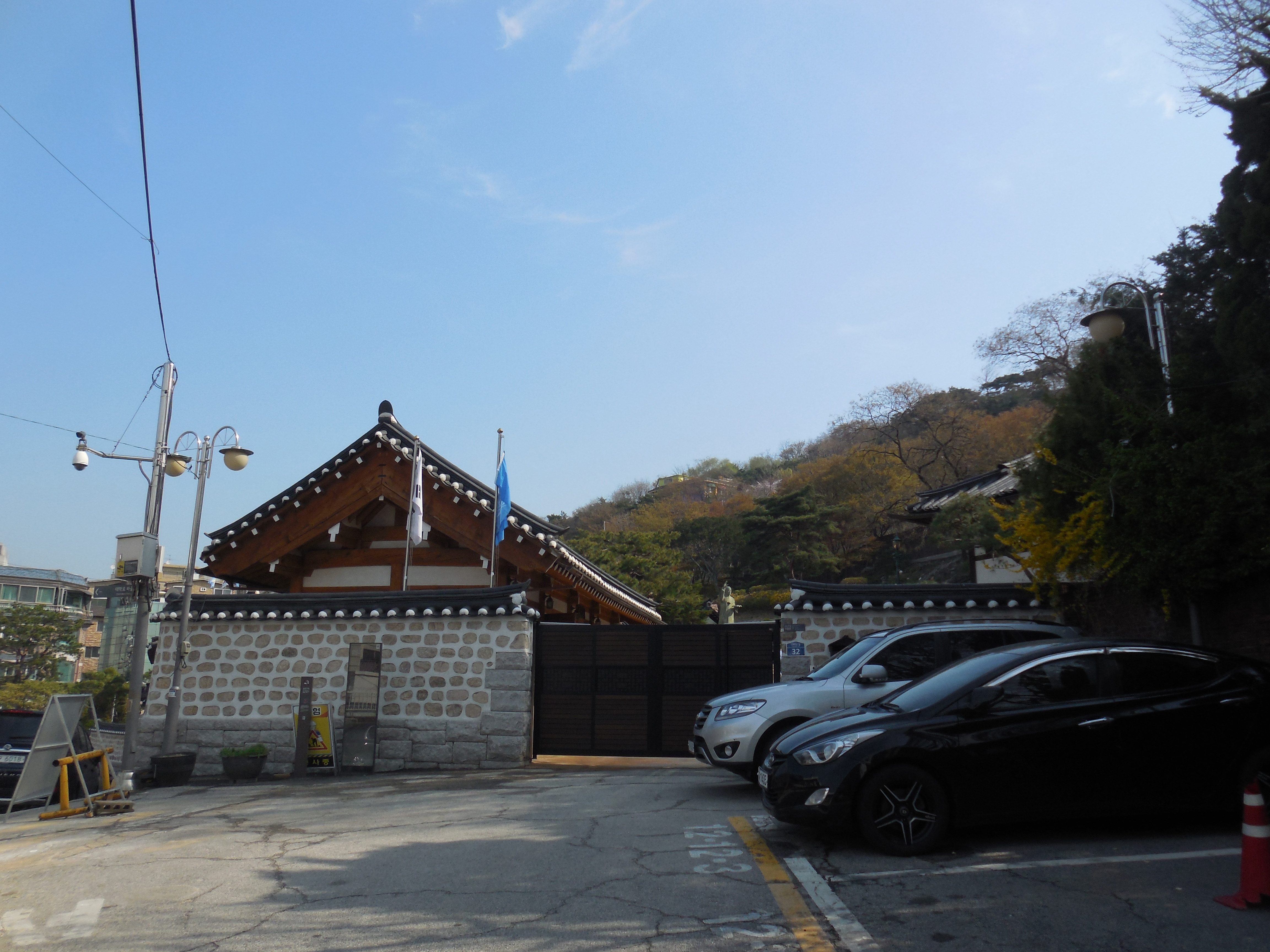
이화장 입구의 모습

이화장(梨花莊)은 대한민국의 초대 대통령 이승만이 거주하던 곳으로 한국방송통신대학교 뒤쪽 낙산 기슭에 있다. 동쪽으로 창신동, 남쪽으로 충신동, 서쪽으로 연건동, 북쪽으로는 동숭동에 둘러싸인 마름모꼴의 지형을 이룬 언덕진 곳에 위치하고 있다.
이 가옥은 본채, 별채인 조각당, 그리고 여러 부속 건물로 구성되어 있다. 본채는 대한민국 건국 대통령인 이승만 내외가 살던 곳이고, 조각당은 1948년 7월 20일 대통령에 당선된 이승만이 이곳에 조각 본부를 두고 국무총리와 12부 장관의 초대 내각을 구상한 곳이다.
1982년 12월 28일 서울특별시의 기념물 제6호로 지정되었다가, 2009년 4월 28일 사적 제497호로 승격되었다.

## 개요
이 건물이 자리잡은 이화동 일대는 원래 배밭이었고, 중종 이전부터 이화정이라는 정자가 있었기 때문에 이화정동(梨花亭洞)이라 하였다. 이 정자는 일제 때 없어졌다.
이곳은 일찍이 중종 때의 문신(文臣)인 기재(企齋) 신광한(申光漢, 1484∼1555)의 옛 집터로 일명 신대(申臺)라 부르기도 하여 많은 사람들이 찾던 곳이었다. 중종 때 문장·글씨·그림을 잘하여 당대의 삼절(三絶)이라는 칭송을 받은 신잠(申潛, 1491∼1554)이 <이화정에서 술에 취하여>라는 시를 읊으며 젊은 날을 회고하였는데, 거기에 "뜰 앞엔 배꽃만이 피었을 뿐, 노래하고 춤추던 그때 사람들 볼 수 없구나"라는 구절이 나온다.
인근에는 효종의 잠저(潛邸)인 용흥궁(龍興宮)이 있었으며, 또 인조의 세째 아들 인평대군(麟坪大君, 1622∼1658)의 석양루(夕陽樓)가 있었다. 《동국여지비고》 제택조(第宅調)에 "인평대군의 집은 건덕방 낙산(駱山) 아래에 용흥궁과 동서로 마주 대하고 서 있는데, 석양루가 있다. 기와·벽 등에 그림이 새겨져 있고 또 규모가 크고 화려해서 서울 장안에서도 으뜸가는 집이었다. 지금은 장생전(長生殿, 궁중 장례식에 쓰일 관을 제작하던 관아 )이 되었다."고 쓰여 있다. 이 장생전은 이승만이 이곳에서 조각(組閣)할 당시에도 건물의 일부가 이화장 정문 앞에 남아 있었다.
이화장 뒷문 개울가 바위에 신대를 기념하기 위해 정조 때 서화가이며 한성판윤을 지낸 표암(豹菴) 강세황(姜世晃, 1712∼1791)이 쓴 '紅泉翠壁(홍천취벽)'이라는 큼직한 각자가 1960년대 초까지도 남아 있었으나 4·19혁명 이후 계곡을 메우고 집이 들어서면서 땅에 묻혔다고 한다.

## 역사
1945년 한반도가 해방되자 망명지인 미국에서 귀국한 이승만은 기거할 집이 없어 안정된 생활을 하지 못하였는데, 당시의 실업가 권영일(權寧一) 등을 비롯한 30여명의 도움으로 동소문동 4가 103번지의 돈암장에서 이곳 이화장으로 옮겨서 1947년 11월부터 기거하였다. 그는 이곳에 살면서 정부수립 운동을 전개하여 대한민국 초대 국회의장에 당선되고, 이어서 초대 대통령에 당선되어 1948년 7월 경무대로 이사하였다.
이승만은 대통령의 자리에 있으면서도 가끔 이곳에 들러 정원과 뒷산을 산책하기도 하였다. 1960년 4월 27일 대통령의 자리에서 물러난 이승만은 이곳 이화장으로 이사했고, 같은 해 5월 29일에 하와이로 휴가를 떠났으나 돌아오지 못하게 되었다. 1965년 7월 19일 하와이에서 서거하자 7월 23일에 이화장에 안치되었다가 7월 27일 국립묘지에 안장되었다.
이화장은 대지 약 5,500m2, 건평 230m2인데, 정문을 들어서면 널찍한 마당이 나오고, 왼편 앞으로 '우남리승만박사상' 동상이 서 있다. 그 뒤 작은 계곡 너머에 'ㄷ'자형의 본채가 있으며, 오른편 언덕 위로 'ㄱ'자형의 조각당이 서있다.

#### 본채와 생활관
한양 도성의 좌청룡인 낙산 서쪽 기슭에 위치하여 서향〔卯坐酉向〕인 본채는 1920년대에 건립한 것으로 추정된다. 본채는 중앙에 대청마루가 있고 그 오른쪽에는 응접실(접견실)과 서재가 있다. 대청마루 왼쪽에는 침실과 부엌이 있다. 본채는 그 자체로는 별다른 특징은 없으나 대통령 내외의 검소한 생활을 느낄 수 있는 건물로, 일제강점기를 거치며 전통 한옥이 그 시대상을 수용하며 변모되어 가는 모습을 보여준다. 두벌대 장대석 화강석 기단 위에 선 정면 7칸, 측면 6칸, 굴도리, 겹처마, 팔작지붕 건물이다. 1988년 '대한민국건국대통령우남 이승만박사기념관'으로 개관하여 역사자료 및 평소에 사용한 기구와 유품 등이 전시되고 있다. 본채 서쪽 언덕 아래에는 생활관이 있다.

#### 조각당
이화장 본채에서 조금 떨어져 동남쪽 언덕에 막돌 화강석으로 쌓은 축대 위에 위치한 조각당은 역(逆)'ㄱ'자형의 평면을 한 아주 작은 건물인데, 약간 북쪽으로 튼 서향〔乙坐申向〕이다. 회첨골을 이룬 곳에 위치한 1칸 반 온돌방을 중심으로 남쪽으로 장마루를 깐 작은 대청 한 칸이 서쪽을 향해 있고, 그 서쪽으로 부엌 한 칸이 딸려 있다. 굴뚝은 온돌방 동쪽 밖에 독립하여 서 있으며, 온돌방 앞에는 작은 쪽마루가 놓였다. 기단 없이 네모 화강석 초석 위에 사각기둥을 세운 납도리, 홑처마, 맞배지붕 건물이다. 이곳에는 아직도 내각을 조직하던 당시에 쓰던 돗자리와 나무의자가 있고, 대청마루 처마 아래에는 '組閣堂' 현판이 걸려 있다. 본채와 조각당 주변에는 지형을 따라 가꾼 정원과 산책로가 있다.

#### 영부인 프란체스카

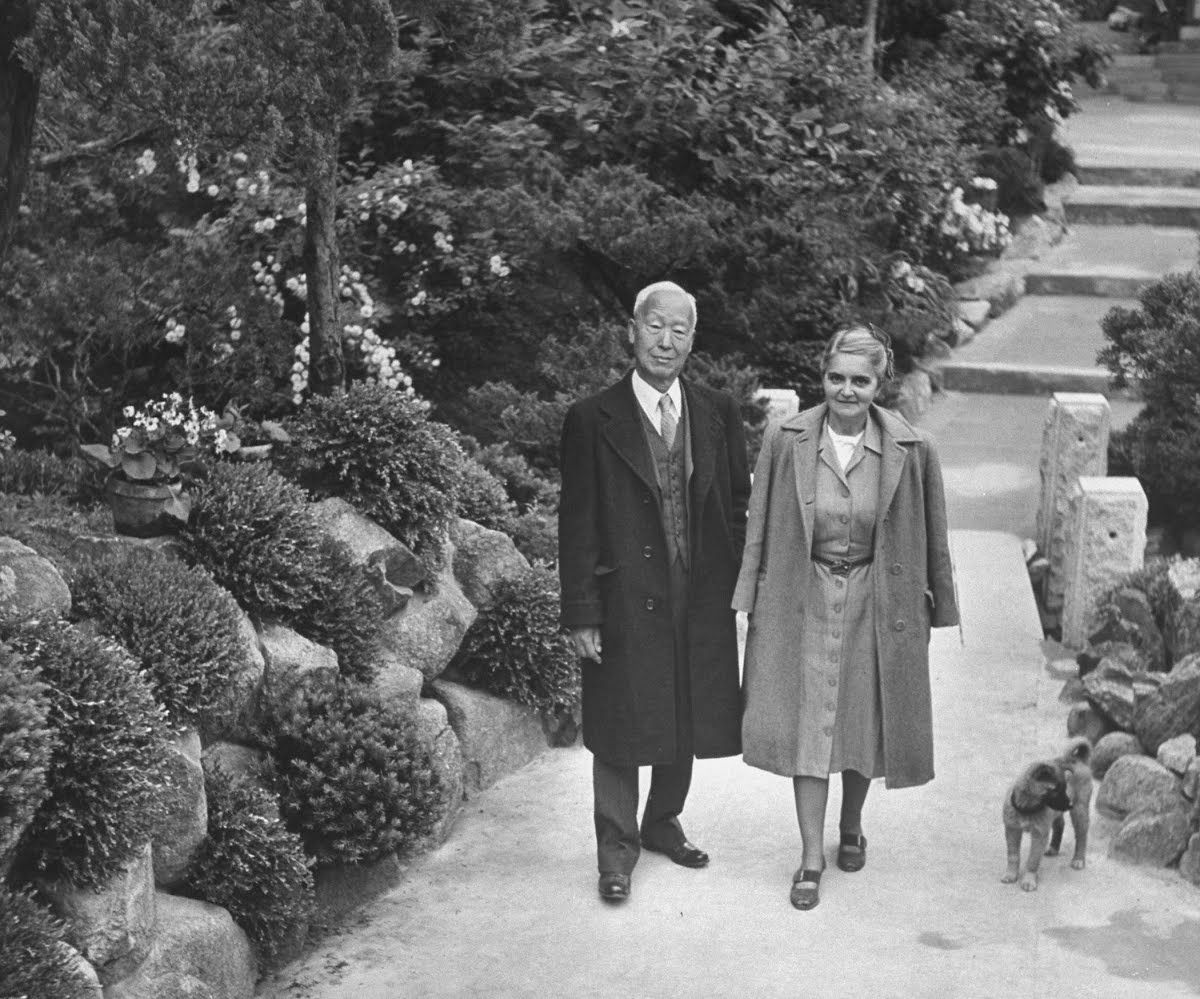
1948년, 5·10 선거 직후 이승만 박사가 부인 프란체스카와 이화장의 정원에서 미국 잡지 《라이프》와 인터뷰를 하고 있다.

또한 이승만의 영부인 프란체스카는 1945년 8ㆍ15광복과 함께 한국에 왔고 이승만이 남한 단독 정부의 대통령이 되자 오스트리아 여성 프란체스카는 퍼스트 레이디로 6ㆍ25와 4ㆍ19 등 파란만장한 한국 현대사의 격동기를 체험했다. 프란체스카는 이승만의 돌아오지 못하는 하와이 휴가에 동행하여 1965년 이승만이 사망할 때까지 병상을 지켰고, 1970년 한국으로 돌아와 이화장에서 여생을 보내다 1992년 사망했다. 이렇게 1946년 장개석 총통이 한국을 방문할 때 가져온 냉장고는 무려 35년간 사용했으며, 1958년에 최초로 생산된 국산 모직으로 만든 옷을 34년 동안이나 입었다. 이화장에서 노년을 보낼 때에도 연료 절약을 위해 겨울철이면 본채대신 경비실에서 추운 겨울을 지냈다는 얘기도 전해온다.

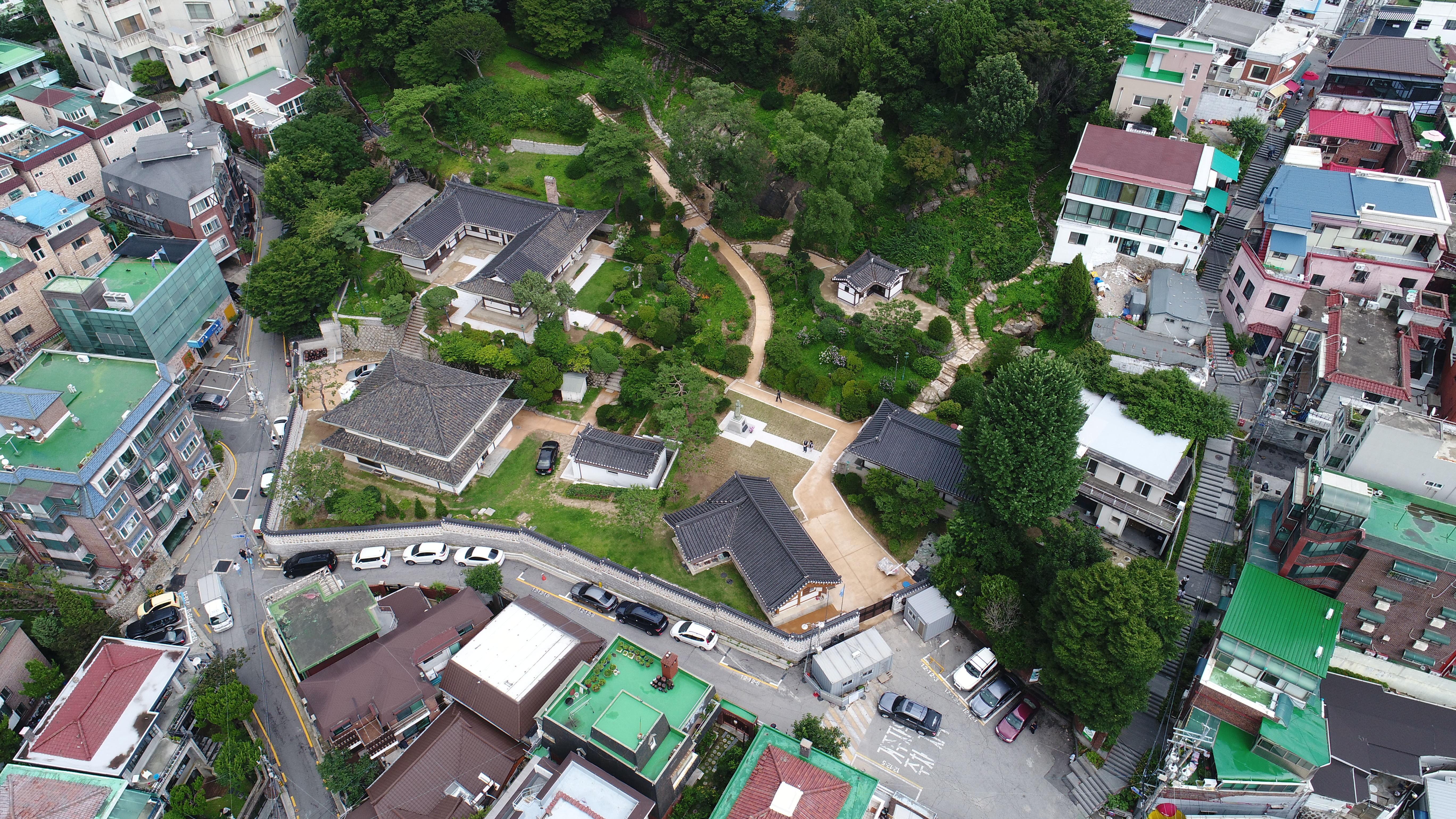
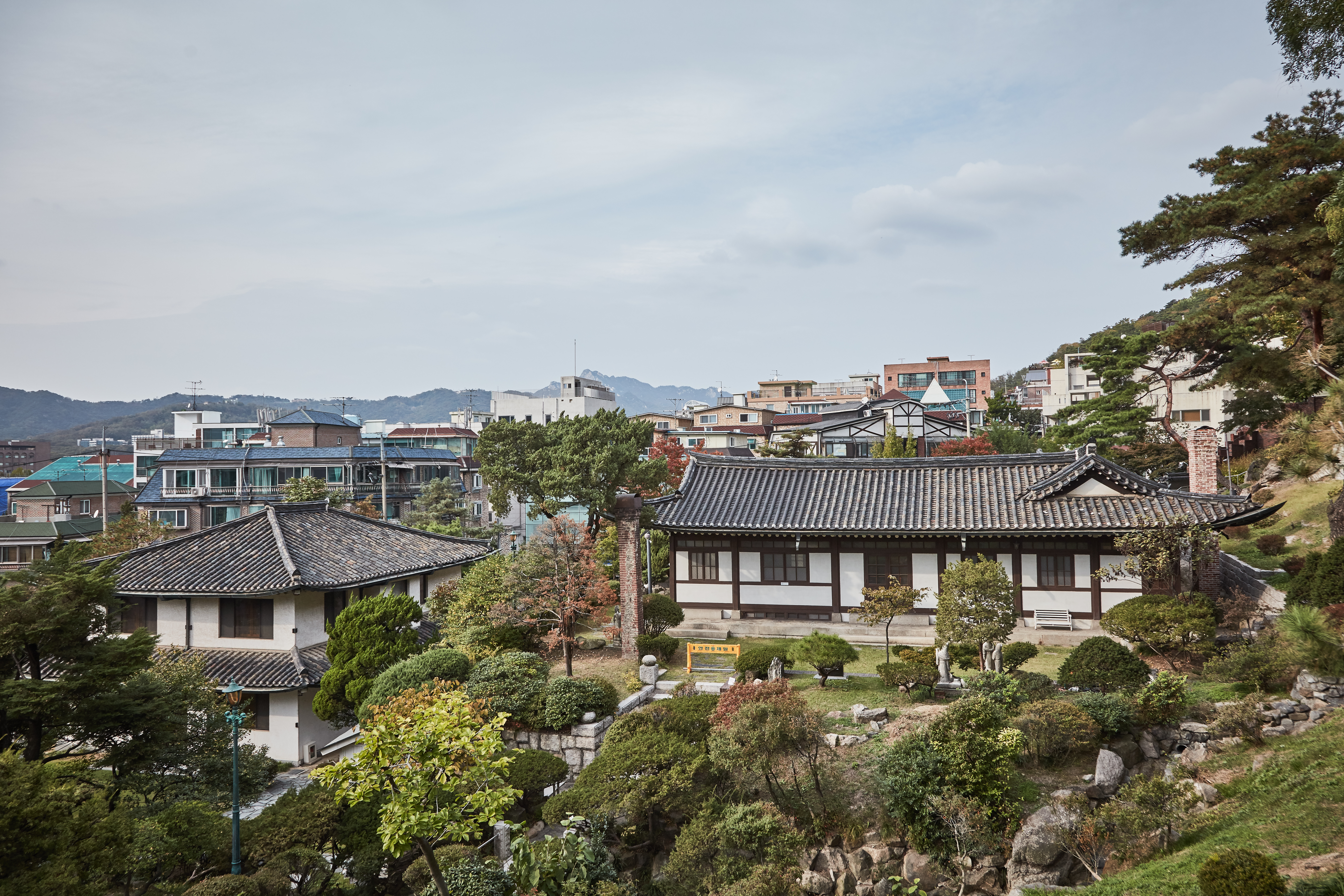
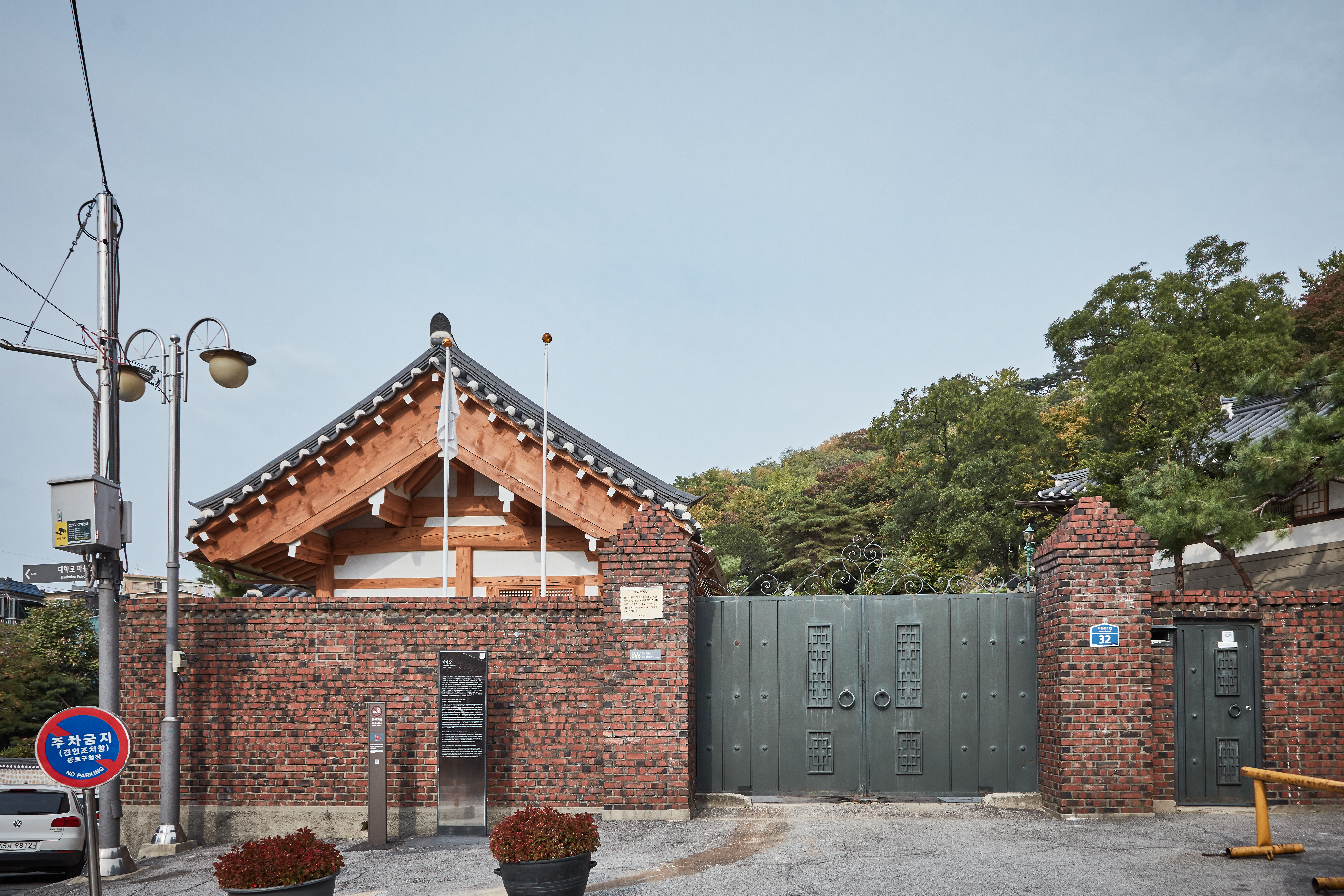

## 같이 보기
- 이승만
- 프란체스카 도너
- 경교장
- 삼청장
- 혜화장
- 돈암장
- 낙산장
- 마포장
- 장면 가옥

## 참고 자료
- 「조선의 문화공간」, 이종묵 저, 휴머니스트(2006년, 100p)
- 이화장 - 국가유산청 국가유산포털 - 사적 제497호

 본 문서에는 서울특별시에서 지식공유 프로젝트를 통해 퍼블릭 도메인으로 공개한 저작물을 기초로 작성된 내용이 포함되어 있습니다.